# Флаг Краснохолмского района
Флаг муниципального образования «Краснохо́лмский район» Тверской области Российской Федерации является символом общественно-исторического и административного статуса муниципального образования.
Флаг утверждён 27 декабря 1999 года и внесён в Государственный геральдический регистр Российской Федерации с присвоением регистрационного номера 742.

## Описание
«Прямоугольное синее полотнище с красным изображением холма, окруженным золотистым контуром и с красной полосой вдоль древка, несущей изображение золотистой короны с пятью листовидными зубцами; отношение ширины полотнища к длине 2:3; отношение ширины полосы к длине полотнища 2:7».
«Прямоугольное полотнище с соотношением сторон 2:3, состоящее из двух вертикальных полос: левой у древка — красного цвета, правой — синего цвета, шириной в 3/4 ширины полотнища. В центре красной полосы — жёлтая корона о пяти зубцах. В центре синей полосы — обведённый жёлтым контуром красный холм».

## Символика
В основу флага Краснохолмского района положен исторический герб города Красный Холм, Высочайше утверждённый 10 (21) октября 1780 года вместе с другими гербами городов Тверского наместничества: в верхней части щита герб Тверской, в нижней части щита «В голубом поле красных холм, означающий имя сего города».